# Komet Hale-Bopp
Komet Hale-Bopp ali C/1995 O1 ali Veliki komet iz leta 1997 je eden izmed najbolj opazovanih kometov 20. stoletja in eden izmed najbolj svetlih v nekaj desetletjih. Viden je bil s prostim očesom celih 18 mesecev, kar je bilo dvakrat tako dolgo kot je bil viden Veliki komet iz leta 1811.
Komet je bil odkrit 23. julija 1995 na veliki razdalji od Sonca, kar je vlivalo upanje, da bo postal zelo svetel, ko se bo približal Zemlji. Čeprav je izsev kometa zelo težko napovedati, je komet dosegel ali celo presegel pričakovanja, ko je 1. aprila 1997 prešel prisončje. Zaradi tega je bil komet imenova tudi kot Veliki komet iz leta 1997.
Videnje kometa je znano tudi po tem, da je sprožilo paniko v povezavi z neznanimi letečimi predmeti (NLP), kar je med drugim privedlo do skupinskega samomora privržencev kulta Nebeška vrata.

## Odkritje
Komet sta neodvisno odkrila ameriška astronoma Alan Hale (rojen 1958) in ljubiteljski astronom Thomas Bopp (1949–2018). Ob odkritju je bil komet precej daleč od Sonca. To je vlivalo upanje, da bo zelo svetel, ko se bo približal Zemlji. Ko sta komet odkrila je imel magnitudo 10,5, nahajal pa se je v ozvezdju Strelca.
Hale se je po odkritju najprej prepričal, da se v tem času na tem področju ni nahajal noben znan komet, potem pa je poslal elektronsko pošto Centralnemu uradu za astronomske telegrame, ki potrjuje astronomska odkritja.
Bopp ni imel teleskopa. S prijatelji je bil v bližini Stanfielda v Arizoni, kjer so opazovali zvezdne kopice in galaksije. Slučajno je naletel na komet med uporabo prijateljevega teleskopa. Podobno kot Hale se je najprej prepričal, če je na preiskovanem delu neba kakšno nebesno telo. Ugotovil je, da ne bi smelo biti ničesar. Poslal je telegram Centralnemu uradu za astronomske telegrame. Naslednje jutro so mu potrdili, da je našel nov komet. Imenovali so ga komet Hale-Bopp in mu dali oznako C/1995 O1. Odkritje je objavila Mednarodna astronomska zveza v okrožnici štev. 6187.

## Začetna opazovanja
Izračunali so, da je komet na oddaljenosti 7,2 a.e. od Sonca (kar je nekje med Jupitrom in Saturnom. To je bila tudi največja oddaljenost od Zemlje med odkritjem novega kometa.
Večina kometov na tej razdalji je zelo slabotnih in ne kažejo neke posebne aktivnosti. Komet Hale-Bopp pa je že takrat imel izrazito komo.
Velika razdalja in nenavadno močna aktivnost sta kazali, da bo komet postal zelo svetel, ko bo leta 1997 dosegel prisončje. Astronomi morajo biti pri takih predvidevanjih previdni, ker lahko imajo kometi izbruhe na večjih razdaljah, pozneje pa nimajo tako močne svetlosti. Takšen primer je bil Komet Kohoutek leta 1973. Najprej so ga imeli za komet stoletja, pozneje pa ni bil posebno zanimiv.

## Prisončje
Komet Hale-Bopp je bil viden s prostim očesom v maju 1996. Čeprav se je stopnja po kateri je postajal svetlejši v drugi polovici leta zmanjšala, so bili astronomi previdno optimistični, da bo postal zelo svetel. V decembru 1996 je bil preblizu Sonca, da bi ga lahko opazovali. Ko se je januarja zopet pojavil, je bil že tako svetel, da so ga videli tudi v mestnih področjih, kjer je močno svetlobno onesnaženje. Ko se je komet približeval Soncu, je postajal svetlejši. V februarju je imel magnitudo 2. Kazal je tudi dva repa. Modri plinski rep je kazal proč od Sonca, rumenkast prašni rep je nastajal vzdolž tirnice. 9. marca je bil Sončev mrk na Kitajskem, v Mongoliji in v vzhodnem delu Sibirije. Ta mrk je omogočal opazovalcem, da so ga videli tudi podnevi.
Komet je bil Zemlji najbliže 22. marca 1997, ko je bil na oddaljenosti 1,315 a.e.. Prisončje je prešel 1. aprila 1997. V tem času je bil izredno lepo viden. Svetil je močneje kot katerakoli zvezda razen Sirija, njegov prašni rep se je po nebu raztezal od 40 do 45 ° daleč.
Viden je bil vsako noč preden je nebo postalo popolnoma temno. Videli so ga vso noč na severni polobli. Čeprav je bil komet Hale-Bopp izredno zanimiv, bi lahko bil še bolj spektakularen, če bi se gibal tako blizu Zemlji, kot se je Komet Hyakutake v letu 1996 (0,1 a.e.), bi bil kometov rep videl čez celo nebo in bi bil svetleši od polne Lune.

## Po prehodu prisončja
Po prehodu prisončja se je komet premaknil v južno nebesno poloblo. Tam komet ni bil tako lep kot je bil na severni polobli. V drugi polovici leta 1997 so opažali, da kometu svetlost pada. Zadnje opazovanje s prostim očesom je bilo možno v decembru 1997. To pomeni, da je bil komet viden 18 mesecev in pol.
Komet je še vedno izgubljal na svetlosti. Spremljali so ga lahko še samo astronomi. V oktobru 2007 (11 let po prehodu prisončja) je bil komet na oddaljenosti 25,7 a.e. od Sonca. Komet je bil še vedno aktiven. Astronomi pričakujejo, da bodo lahko spremljali komet z velikimi teleskopi vse do leta 2020, ko bo imel magnitudo 30.
Takrat bo težko ločiti komet od množice oddaljenih galaksij s podobno svetlostjo.

## Spremembe tirnice
Verjetno je bil komet pred tem v prisončju pred 4200 leti.
Njegova tirnica je skoraj pravokotna na ravnino ekliptike. Zaradi tega je približevanje planetom zelo redko. Kljub temu se je v aprilu 1996 komet približal Jupitru na razdaljo 0,77 a.e. Tako majhna oddaljenost je vplivala na tirnico kometa. Obhodna doba kometa se je skrajšala na 2533 let. Komet se bo vrnil v notranji del Osončja okoli leta 4530. Največja oddaljenost kometa (odsončje ) je na oddaljenosti okoli 370 a.e., prej pa je bila 525 a.e.
Po mnogih obhodih je rezultat skupnih vplivov težnosti planetov na komet z velikim naklonom tira in majhno oddaljenostjo v prisončju zmanjšanje razdalje v prisončju na zelo majhne vrednosti. Komet Hale-Bopp ima 15% možnosti, da bo postal blizusončev komet. Izračunali so tudi, da je bil komet Hale-Bopp v notranjem delo Osončja v juliju leta 2215 pr. n. št.
Takrat se je verjetno kazal podobno kot pri zadnjem obisku, ker se je gibal na oddaljenosti 1,4 a.e. od Zemlje.
Komet je bil verjetno tudi zelo blizu trka z Jupitrom v začetku julija 2215 pr. n. št., kar je močno spremenilo njegovo tirnico. Leta 2215 pr. n. št. je bil verjetno tudi kometov prvi prehod skozi notranji del Osončja.

## Znanstveni rezultati
Komet Hale-Bopp so proučevali mnogi astronomi med njegovim prehodom prisončja. Ugotovili so, da s površine kometa izhaja veliko prašnih delcev (2,0 × 106 kg/s). Zrnca prahu so bila manjša kot pri kateremkoli drugem kometu.

### Natrijev rep
Pri kometu Hale-Bopp so opazili tretjo vrsto repa. Običajno imajo kometi en rep, ki ga sestavlja plin in drugega iz prašnih delcev. Komet Hale-Bopp pa je kazal tudi zelo svetel natrijev rep, ki so ga lahko videli samo s posebnimi napravami s filtri. Sevanje natrija so opazili tudi pri drugih kometih. Natrijev rep pri kometu Hale-Bopp je bil sestavljen iz nevtralnih atomov (ne pa ionov). Raztezal pa se je okoli 50 milijonov km daleč.
Vir natrijevih atomov je notranji del kome. Obstoja verjetno več procesov, pri katerih nastajajo natrijevi atomi. Prvi izmed njih so trki med delci, ki obkrožajo jedro, drugi proces je izbijanje natrija iz zrnc prahu z ultraviolično svetlobo. Ni še popolnoma jasno kateri proces je v glavnem odgovoren za nastanek natrijevega repa. Različne oblike repa lahko imajo tudi različne vzroke nastanka.

### Količina devterija
Ugotovili so, da je količina devterija v obliki težke vode v kometu Hale-Bopp dvakrat večja kot v oceanih na Zemlji. Devterij so našli tudi v mnogih drugih spojinah na kometu. Delež devterija v primerjavi z normalnim vodikom se spreminja od spojine do spojine. Iz tega astronomi sklepajo, da je voda kometov nastala v medzvezdnem prostoru, ne pa v oblaku iz katerega je nastalo Sonce. Verjetno je bila temparatura ob nastanku ledu med 25 in 45 K.

### Organske spojina na kometu
Na kometu Hale-Bopp so s pomočjo spektroskopskih raziskav odkrili prisotnost različnih organskih spojin. Mnogih med njimi prej še niso odkrili na nobenem drugem kometu.

### Argon na kometu
Komet Hale-Bopp je prvi komet na katerem so opazili žlahtni plin argon. Žlahtni plini ne reagirajo z drugimi snovmi in so zelo hlapljivi. Ker imajo različni žlahtni plini različne temperature sublimacije, jih lahko uporabimo za določanje temperaturne zgodovine kometa. Kripton ima sublimacijsko temperaturo med 16 in 20 K. Ugotovili pa so, da ga je 25-krat manj kot ga vsebuje Sonce,, argona, ki ima višjo sublimacijsko temperaturo, pa je več. To kaže na to, da je bila notranjost kometa vedno hladnejša od 35-40 K, vendar je bila v nekem trenutku toplejša od 20 K. Ker je bil oblak iz katerega je nastalo Sonce mnogo bolj hladen in bogatejši z argonom, je verjetno komet nastal v področju Kuiperjevega pasu in se je pozneje preselil v Oortov oblak.

### Vrtenje kometa
Aktivnost kometa Hale-Bopp ni bila enakomerno porazdeljena po površini jedra. Opazovanje posameznih izbruhov je omogočilo določanje vrtilne doba kometa. Ugotovili so, da ima komet vrtilno dobo 11 ur in 46 minut. Občasno so opazili spremembe v vrtilni dobi, kar kaže na to, da se komet ne vrti samo okoli ene osi.

## Opažanja NLP
»Približevanje kometa Hale-Bopp je znamenje, ki smo ga pričakovali - čas prihoda vesoljske ladje iz stopnje nad človekom, ki nas bo odpeljala v njihov svet. Srečni smo pripravljeni na odhod s tega sveta.«

Izjava privržencev kulta Nebeških vrat pred skupinskim samomorom marca 1997 
Novembra 1996 je amaterski astronom Chuck Shramek v Houstonu (Teksas) posnel CCD sliko kometa, pri čemere je odkril nejasen oz. zamegljen objekt podolgovate oblike blizu kometa. Po neuspešni identifikaciji objekta s posebnim računalniškim programom je poklical radijski program Art Bell in zatrjeval, da je odkril Saturnu podoben objekt, ki spremlja komet. NLP navdušenci, kot je Courtney Brown, so kmalu prišli do sklepa, da je komet spremljala nezemeljska vesoljska ladja. Številni astronomi, med njimi tudi Alan Hale, so teorijo ovrgli, saj je šlo za zvezdo SAO141894 z izsevom 8,5, ki jo Shramek ni uspel identificirati zaradi napačnih nastavitev programa.
Pozneje so v Art Bellu celo zatrjevali, da so prejeli sliko objekta od neznanega astrofizika, ki naj bi potrjeval Shramekovo odkritje. Kljub temu sta astronoma Olivier Hainaut in David J. Tholen z Univerze na Havajih zatrjevala, da je omenjena slika predrugačena kopija ene od njunih slik kometov.
Nekaj mesecev pozneje, marca 1997, so privrženci kulta Nebeška vrata razumeli pojav kometa kot signal vesoljske ladje za njihov odhod iz Zemlje in s tem za njihovo povzdignjenje na višjo evolucijsko stopnjo oz. po njihovih besedah »kot znamenje za zapuščenje začsnega in minljiega sveta in prihod v svet, ki je večen in neomadeževan«. 39 pripadnikov kulta, vključno z njihovim voditeljem Marshallom Applewhitom, je zatorej storilo skupinski samomor; policija je njihova trupla odkrila 26. marca 1997.
Nancy Lieder, ki zatrjuje, da dobiva sporočila nezemljanov preko vsadka v možganih, je napovedala, da je komet le iluzija, ki naj bi odvrnila prebivalstvo planeta od prihoda t. i. planeta Nibiru ali Planeta X, velikanskega planeta, ki bi zmotil vrtenje Zemlje in tako povzročil svetovno kataklizmo. Čeprav je njen datum prihoda planeta, tj. maj 2003, že pretekel, številne spletne strani, na katerih so objavljene konspiracijske teorije (še posebej apokalipsa leta 2012), napovedujejo neizogiben prihod Nibira.